# Mauroudīs Mpougaïdīs
Mauroudīs Mpougaïdīs (in greco: Μαυρουδής Μπουγαΐδης; Salonicco, 1º giugno 1993) è un calciatore greco, difensore dell'Īlioupolī.

## Carriera

### Club
Ha giocato nella prima divisione greca ed in quella polacca.

### Nazionale
Ha giocato nelle nazionali giovanili greche Under-17 ed Under-19.
Ha partecipato ai Mondiali Under-20 del 2013; in seguito ha anche giocato nella nazionale greca Under-21.